# American Colonization Society
L'American Colonization Society — traduit littéralement par « Société coloniale américaine » —, initialement dénommé la Society for the Colonization of Free People of Color of America, est une compagnie coloniale américaine fondée en 1816 par Robert Finley ,,, dont l'objectif était essentiellement de transférer les anciens esclaves Afro-Américains affranchis vers l'Afrique, plus précisément l'actuel territoire du Liberia, au moyen d'une émigration volontaire. La plupart des membres de cette association ne voulaient pas l'affranchissement des esclaves.

## Histoire
L'American Colonization Society (ACS) est créée en 1817 avec pour objectif d'envoyer des Afro-Américains libres en Afrique comme alternative à leur émancipation aux États-Unis.
En 1821, l'American Colonization Society achète des terres à l'embouchure du fleuve Saint-Paul, où plus tard a été créé le Liberia. La Société contrôla étroitement le développement du Liberia jusqu'en 1847, au moment où le Libéria se déclara indépendant. En 1867, elle avait organisé le retour de plus de 13 000 esclaves. Cette organisation connait un pic du nombre de volontaires après la Guerre de Sécession, mais se trouve déjà en manque de crédit et déporte ses efforts sur le développement du pays d'accueil et moins sur le transfert d'hommes.
L'abolitionniste James Forten, après avoir soutenu l’initiative, la dénonce en 1817, plus tard  William Lloyd Garrison a dénoncé cette société à partir de 1829, et notamment dans le livre Thoughts on African Colonization en 1832. Elliott Cresson, président de la section de Philadelphie, tenta de mettre un terme à la campagne de Garrison et lui écrivit par deux fois pour le convaincre ; malgré cela, le siège fédéral mit la dissolution des antennes du Sud sur le dos de Cresson.
En 1825, à l'occasion d'un long voyage aux États-Unis, La Fayette, antiesclavagiste convaincu, est nommé vice-président à vie de la société. Il déclare que cet État libre devienne « un foyer de lumières et d’industrie d’où s’élancera un jour la civilisation de cette partie du monde ».
La principale organisation  antiesclavagiste américaine, l'American Anti-Slavery Society, a également condamné, et ce dès sa fondation en 1833, le plan de l'American Colonization Society.